# Blogcritics
Blogcritics è un sito web e una webzine statunitense pubblicata dal gruppo Technorati, Inc.
Il sito è stato accreditato come una fonte credibile e viene spesso utilizzato come fonte da altri siti web.